# Лужайка (станция)
Лужайка (до 1948 - Нурми)  - железнодорожная станция в поселке Лужайка в Селезнёвском сельском поселении Выборгского района Ленинградской области. Станция является конечной для всех, кто едет со стороны Выборга, так как до станции Бусловская разрешен проезд только пограничникам, таможенникам и сотрудникам РЖД. На станции располагался вокзал, но в 2015-2016 годах он был снесен, так как практически не использовался. Во время реконструкции станции под скоростное сообщение (поезд «Аллегро») на станции была сооружена высокая платформа, построен надземный пешеходный переход.

## Пассажирское движение
На станции останавливаются две пары пригородных поездов Выборг - Бусловская в сутки: утренняя и вечерняя. Некоторые электропоезда стоят на станции до 9 минут. 